# موسی قربان‌لی
موسی قربان‌لی (ترکی آذربایجانی: Musa Qurban oğlu Qurbanlı؛ زادهٔ ۱۳ آوریل ۲۰۰۲) بازیکن فوتبال اهل جمهوری آذربایجان است.
وی همچنین در تیم‌های ملی فوتبال زیر ۱۷ سال جمهوری آذربایجان، زیر ۱۹ سال جمهوری آذربایجان، زیر ۲۱ سال جمهوری آذربایجان، و جمهوری آذربایجان بازی کرده‌است.